# Isle of Wight (album)
Isle of Wight je postumno uživo album američkog glazbenika Jimija Hendrixa, objavljen u studenom 1971. godine u Ujedinjenom Kraljevstvu od izdavačke kuće Polydor.

## O albumu
Album sadrži Hendrixov uživo koncert zabilježen 30. kolovoza 1970. godine na festivalu "the Isle of Wight". To je bio njegov posljednji nastup u Velikoj Britaniji, tri tjedna prije nego što je preminuo u rujnu iste godine. Zajedno s njim na koncertu su nastupili Mitch Mitchell kao bubnjar i Buddy Cox na basu. Koncert je vrlo loše ocijenjen od kritičara i publike, međutim opet bolje nego vrlo loša izvedba na Woodstocku. Glazbena izvedba oslanjala se uglavnom na njegovu improvizaciju, koja je u nekim trenucima bila pretjerana i predugog trajanja. Hendrix se toliko uživio u glazbu da je u jednom trenutku skoro od transa pao sa scene. "Freedom", "Voodoo Chile", "All Along The Watchtower", "Red House" i "Machine Gun" samo se neke od skladbi koje su obilježile ovaj album. Producent na materijalu bio je Michael Jeffrey, a slika na omotu albuma dolazi iz Berlina.
Na album Isle of Wight nalazi se zabilježen samo dio koncerta, dok se čitavi zapis može vidjeti na albumu iz 2002. godine pod nazivom Blue Wild Angel: Live at the Isle of Wight.

## Popis pjesama
Sve pjesme napisao je i skladao Jimi Hendrix, osim gdje je drugačije naznačeno.
| 1. | »Midnight Lightning« |  | 6:23 |
| 2. | »Foxy Lady«          |  | 3:29 |
| 3. | »Lover Man«          |  | 2:58 |

| 1. | »Freedom«                  |           | 4:36 |
| 2. | »All Along the Watchtower« | Bob Dylan | 5:39 |
| 3. | »In From the Storm«        |           | 6:14 |

## Izvođači
- Jimi Hendrix – električna gitara, vokal
- Mitch Mitchell – bubnjevi
- Billy Cox – bas-gitara

## Vanjske poveznice
- Discogs - recenzija albuma